# Calamaria apraeocularis
Calamaria apraeocularis là một loài rắn trong họ Rắn nước. Loài này được Smith mô tả khoa học đầu tiên năm 1927.